# Tour Arag
La tour Arag est une tour de bureau abritant le siège européen du groupe d'assurances Arag Group. Elle est située dans le quartier Mörsenbroich de Düsseldorf, sur un carrefour très fréquenté au nord de la ville.

## Construction
Deux bureaux d'architectes, Foster and Partners et Rhode Kellermann Wawrowsky (RKW) collaborent sur le projet, dont la maîtrise d'œuvre est confiée à la société Hochtief AG. La construction se déroule de 1998 à 2001 pour un coût de 46 millions d'euros.
La tour Arag détrône avec ses 125 mètres le précédent record de construction la plus haute de Düsseldorf, jusqu'alors détenu par la tour de la LVA (Caisse nationale d'assurances retraite) avec 123 mètres. Elle repose sur une plaque de fondation de 3,5 mètres d'épaisseur.

## Aménagement de l'espace intérieur
Trente-deux étages offrent un espace de travail pour environ 950 personnes. Les trois étages inférieurs sont occupés par un large hall de réception, un casino ainsi qu'une salle de conférence. Le plus particulier dans ce bâtiment sont sans doute les quatre étages doubles aménagés de jardins, qui servent entre autres d'aires de repos. 
L'espace intérieur se caractérise par une très grande flexibilité d'organisation. Une hauteur de plafond de 2,75 mètres ainsi qu'un espacement entre les piliers porteurs de 8 mètres permettent un aménagement souple de l'espace en bureaux individuels, bureaux pour équipes, ainsi que de grands espaces.

## Efficacité énergétique
L'efficacité énergétique de la tour a été l'une des priorités lors de sa conception. Un système de double facade permet une circulation naturelle d'air sur un ensemble de sept étages, et ainsi de réduire considérablement les besoins énergétiques aussi bien en hiver - pour le chauffage - qu'en été - pour la climatisation -. En fonction de la température et du vent (par des températures inférieures à −5 °C ou supérieures à 22 °C, ou des vents supérieurs à 28 km/h) un système mécanique de valves prend le relais pour assurer la bonne circulation de l'air. Celui-ci n'est nécessaire que 40 % de l'année.